# Edgar Nixon
Edgar Daniel Nixon (12 de julio de 1899 - 25 de febrero de 1987) fue un líder de los derechos civiles de los afroestadounidenses y sindicalista, el cual jugó un papel crucial en la organización del boitcot a las empresas de autobuses de Montgomery, Alabama en 1955. Manifestándose en contra de la segregación racial en el sur del país, con el apoyo de los residentes negros, casi llevó a la empresa municipal que controlaba el sistema de autobuses a la bancarrota. El boicot terminó en diciembre de 1956, después de que el Tribunal Supremo de los Estados Unidos dictaminó en torno a un caso relacionado, Browder v Gayle (1956), que las leyes locales y estatales eran inconstitucionales, y ordenó al Estado poner fin a la segregación de autobuses.
Nixon fue presidente de la sección local de la National Association for the Advancement of Colored People (NAACP), la Liga de Bienestar Montgomery, y los votantes de la Liga de Montgomery. En aquellos, Nixon ya dirigía el Sindicato de Porteros de Trenes Cochecama de Montgomery, el cual él mismo ayudó a crear.
Martin Luther King, Jr. describió Nixon como "una de las principales voces de la comunidad negra en el área de los derechos civiles", y "un símbolo de las esperanzas y aspiraciones del pueblo largamente oprimido del estado de Alabama".

## Primeros años y educación
Edgar Daniel Nixon nació el 12 de julio de 1899 en las zonas rurales del condado de Lowndes, Alabama. Siendo niño, Nixon recibió 16 meses de educación formal, ya que los estudiantes de color eran educados con un sistema inferior en las escuelas públicas. Su madre murió cuando era pequeño, y él junto a sus siete hermanos fueron criados por diversos familiares en Montgomery. Su padre era Bautista.
Después de trabajar en una estación de tren, Nixon llegó a convertirse en un portero de trenes cochecama (pullman), un empleo con un buen sueldo. Ello le permitió viajar por el país; trabajó de manera constante. Se dedicó a ello hasta 1924. En 1928, se unió al nuevo sindicato de los porteros de trenes cochecama, ayudando a organizar su sede en Montgomery, de la cual se desempeñó como su presidente durante muchos años.

## Familia
Nixon se casó con Alease (quien murió en 1934) y tuvieron un hijo, Edgar Daniel Nixon, Jr. (1928 - 2011), quien se convirtió en un actor bajo el nombre artístico de Nick La Tour.
Nixon más tarde se casó con Arlette Nixon, quien la acompañó en varios eventos por los derechos civiles.